# Molla Malloryová
Molla Malloryová, rodným jménem Anna Margrethe Bjurstedtová (6. března 1884 Mosvik – 22. listopadu 1959 Stockholm), byla norská tenistka, žijící od roku 1915 v USA. Hrála pravou rukou, její hlavní předností byla bojovnost a trpělivá hra od základní čáry, opírající se o razantní forhend.
Byla dcerou důstojníka Axela Johana Bjurstedta a vnučkou podnikatele a politika Benedicta Jenssena. Hrála za Oslo Tennisklub a stala se desetinásobnou mistryní Norska, na Letních olympijských hrách 1912 ve Stockholmu získala bronzovou medaili v ženské dvouhře na otevřeném dvorci a spolu s Conradem Langaardem vypadla v prvním kole smíšené čtyřhry. Na počátku první světové války odjela do Ameriky a živila se jako masérka, v roce 1920 se provdala za burzovního makléře Franklina Malloryho.
Je nejúspěšnější hráčkou v historii US Open: osmkrát vyhrála dvouhru, z toho čtyřikrát v nepřetržité řadě (1915–1918, 1920–1922 a 1926, kdy se stala nejstarší vítězkou všech dob), dvakrát ženskou čtyřhru (1916 a 1917, partnerka Eleanora Searsová) a třikrát smíšenou čtyřhru (1917 s Irvingem Wrightem a 1922 a 1923 s Billem Tildenem).
Také se desetkrát zúčastnila Wimbledonu, nejlepším výsledkem byl postup do finále v roce 1922, kde podlehla Suzanne Lenglenové 2:6 a 0:6 v nejkratším finále historie, které trvalo pouze 23 minut. V roce 1923 se podílela na výhře amerického týmu nad Británií v Poháru Wightmanové. Reprezentovala Norsko na olympiádě 1924 v Paříži, kde vypadla ve čtvrtfinále s pozdější vítězkou Helen Willsovou Moodyovou.
Podle žebříčku, který sestavil Arthur Wallis Myers, byla světovou hráčkou č. 2 v letech 1921 a 1922. V roce 1958 byla uvedena do Mezinárodní tenisové síně slávy. Je spoluautorkou knihy Tenis pro ženy.